# Schwarz-Gelbe Allianz
.

Bandera de la Monarquía de los Habsburgo; también usada como la bandera del Imperio austríaco

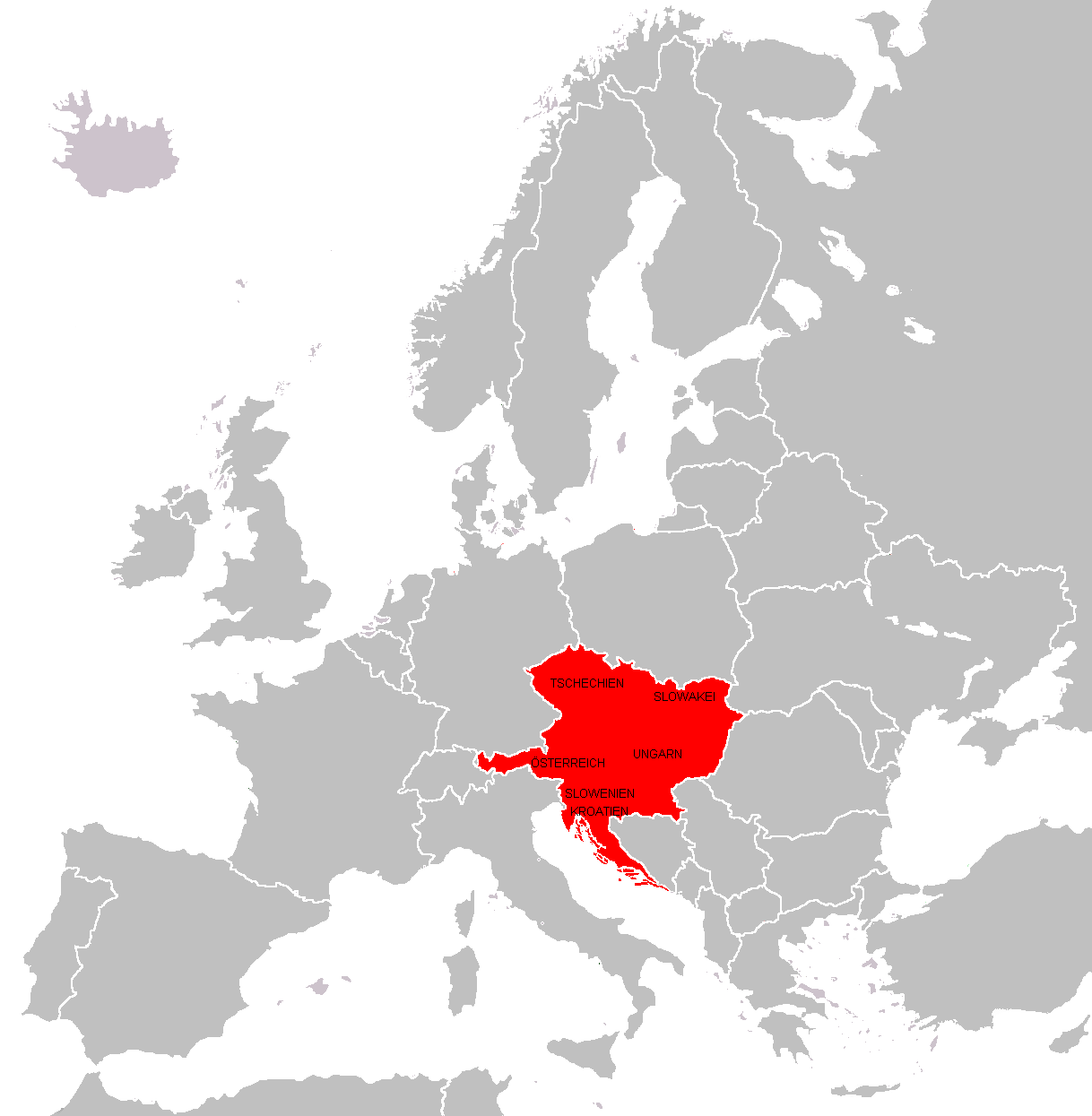

Schwarz-Gelbe Allianz (abreviatura: SGA, Alianza Negro-Amarilla) es la mayor asociación monárquica de Austria fundada en 2004. Schwarz-Gelbe Allianz apunta a la transformación pacífica de Austria de una república en una monarquía parlamentaria y democrática. El cargo del Presidente de Austria cesaría, surgiendo en su lugar el emperador. Este puesto sería ocupado por el correspondiente jefe de la casa de Habsburgo - desde 2007 es éste Carlos de Habsburgo-Lorena. El emperador no sólo tendría funciones representativas; sus funciones serían similares a las del actual monarca de Holanda, así como también la eventual adhesión de los actuales estados cuyos territorios pertencieron alguna vez al Imperio austrohúngaro. Su sede central se encuentra ubicada en Salzburgo.